# Jules Badin
Pour les articles homonymes, voir Badin.
 (décembre 2018).
Jean Ernest Jules Badin est un peintre de genre, d'histoire et portraitiste français, administrateur de la Manufacture de Beauvais, né à Paris le 23 juin 1843, et mort à Beauvais le 5 juin 1919 .

## Biographie
Jules Badin est le fils de Pierre-Adolphe Badin et de Julie Roth.
Il a été élève de l'École des beaux-arts dans les ateliers de Alexandre Cabanel et de Paul Baudry. Il a participé à de nombreux salons à partir de 1873.
Jules Badin a succédé à son père comme administrateur de la Manufacture de Beauvais, en 1882, qu'il a administrée jusqu'en 1913.
Il épouse Marguerite Dieterle, fille de Jules-Pierre-Michel Dieterle.
Mort en 1919, il est inhumé au cimetière de Passy dans la caveau de famille Givenchy (2e division).

## Famille
- Edme-Pierre Badin, seigneur des Cartier, chevalier de Saint-Louis, marié à Marie-Anne Leblanc,
  - Pierre-Adolphe Badin de Châtel-Censoir, marié à Julie Roth en 1835,
    - Jean Ernest Jules Badin, marié à Marguerite Dieterle (1853-1940),
      - Émilie Badin (né en 1880),
      - Aimée Badin (1882-1972),
      - Pierre Badin (né vers 1885),
      - Edmée Badin (née vers 1885),
      - Béatrice Badin (1888-1976), mariée en 1918 avec Lucien Taffin de Givenchy (1888-1930)
        - Jean-Claude Taffin de Givenchy (1925-2009)
        - Hubert de Givenchy (1927-2018)[3]

      - Jacques Badin (1894-1972).

## Œuvres
- Haïdé, Salon de 1873[4],
- Portrait du jeune P. Boucher, Salon de 1874,
- La reile Labe (Mille et Unes Nuits), 1874[5],
- Portrait de Mme B.., Salon de 1876,
- Portrait de Mme G.D.., 1876[6],
- Portrait de M.E.S.., Salon de 1877, médaille de 3e classe,
- Portrait de Lilie, 1877,
- Jeune marchande de légumes, à Yport (Seine-Inférieure), Salon de 1879,
- Emilia, 1879[7],
- Portrait de M.Paul Bethmont, vice-président de la Chambre des Députés, Salon de 1880,
- La petite Bohème, 1880,
- La Paresseuse, Collection Les Pêcheries, musée de Fécamp
- La fille du lansquenet, Salon de 1881,
- Portrait de Melle E.., 1881[8]
- Portrait de Mme M.., Salon de 1882,
- Portrait de M. M.., 1882,
- Portrait de Mme D.., Salon de 1884,
- Petites musiciennes, 1884[9],
- Portrait de Melle Marguerite C.., Salon de 1886,
- Portrait de Aimée B.., Salon de 1887,
- Portrait de Charles Bauquain, antiquaire fécampois, 1888. Collection Les Pêcheries, musée de Fécamp
- Officier des lanciers rouges, 1893,
- Thémis, Salon de 1899,
- Portrait de M.G.., Salon de 1905,
- Portrait de M. G. M.., Salon de 1906,
- Portrait de M. Eug. M.., 1906.
- Panneau de tapisserie fait à partir d'une de ses peintures, au salon de 1906.

## Distinctions
- Chevalier de la Légion d'honneur (1889)[10].